# Detroit Electric
Detroit Electric est une ancienne marque américaine de véhicules électriques siégeant à Détroit, dans le Michigan. Éteinte en 1939, elle a été réanimée en 2008 et compte produire des voitures de sport électriques.
La première voiture de l'ère nouvelle, la SP:01, est prévue pour 2016. Elle sera produite en collaboration avec le constructeur chinois Geely dans l'usine britannique de Leamington Spa, pour le marché américain, européen et chinois. À cette occasion la marque inaugure le 13 octobre 2014 son nouveau logo, rond, bleu et blanc, inspiré du design Art déco, qui sera apposé sur les automobiles.

## Naissance et développement

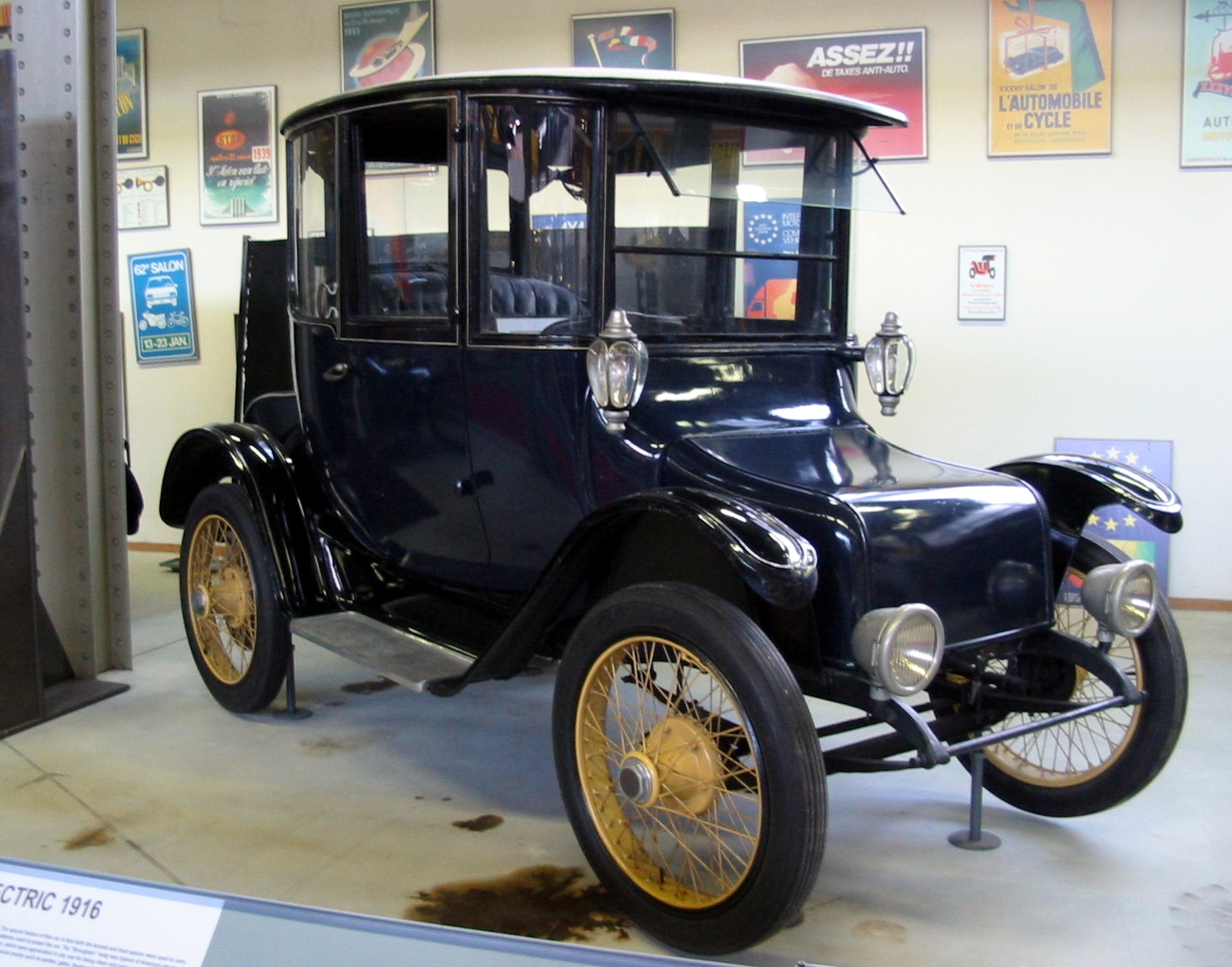
Une Detroit Electric à carrosserie Brougham (1916)

L'aventure commence au sein d'une entreprise spécialisée dans les voitures mues par attelage, l'Anderson Carriage Company, en activité depuis 1880 à Detroit. Son gérant, William C. Anderson, compte participer à la révolution automobile et commence à dresser les plans d'un futur véhicule sans attelage. Jugeant l'avenir de l'électricité prometteur, il construit son premier modèle en 1906 animé d'un moteur électrique. Nommée Detroit Electric, la voiture sera produite à 125 exemplaires dès l'année 1907, alimentée par une batterie plomb-acide sulfurique rechargeable.
L'année suivante, la compagnie sort un coupé à conduite intérieure, une première à une époque où le chauffeur restait traditionnellement exposé aux intempéries sur des voitures sans cabine. En 1910, la production atteint 800 véhicules par an, au moment où l'Electric Vehicle Association of America standardise la prise de recharge pour tous les véhicules électriques. Thomas Edison, fervent amateur, apportera des batteries nickel-fer plus performantes (légèreté, temps de recharge) que les batteries au plomb ; elles seront proposées en option jusqu'en 1916 où la production atteint 1 893 unités. Le succès du véhicule tient à sa simplicité d'utilisation (deux pédales seulement, démarrage sans manivelle), à la répartition des masses qui lui assure un bon équilibre (batteries à l'avant et à l'arrière, moteur juste derrière les passagers) en dépit de sa hauteur, à la présence des premières vitres incurvées et à sa configuration quatre sièges Brougham.
En 1920, William C. Anderson décide de changer le nom de sa compagnie en se centrant entièrement sur l'automobile ; The Detroit Electric Car Company. Malheureusement, aidées par l'arrivée du démarreur électrique Kettering en 1912 et l'expérience technique de la Première Guerre mondiale, les concurrentes à pétrole comme la Ford T gagnent en fiabilité tout en offrant une autonomie largement supérieure, pour un prix d'acquisition quatre fois moindre. Les composants nécessaires à la conception des batteries devenant onéreux, le prix d'une voiture électrique ne cesse d'augmenter, entraînant une chute des demandes. La production diminue jusqu'à l'effondrement boursier de 1929. Detroit Electric survit à la crise, mais ne livre plus que quelques modèles sur commandes. La dernière voiture neuve sort des lignes le 23 février 1939. La compagnie aura produit un total d'environ 13 000 unités entre 1907 et 1939. Quelques modèles d'occasions seront encore commercialisés jusqu'en 1942.

## Réactivation
C'est en 2008 que l'ancien PDG de Lotus Engineering Group, Albert Lam, décide de réanimer la marque Detroit Electric pour concrétiser son projet de voiture électrique sportive haut de gamme. Après de nombreuses péripéties et recherches de partenariats, la société intègre officiellement son siège à Detroit, dans le Fisher Building, le 19 mars 2013, du moins sur papier, les bureaux étant toujours vides en août de la même année. En avril 2013 pourtant, à l'occasion du salon automobile de Shanghai, Detroit Electric présente le prototype de son futur premier modèle, la SP:01, basé sur un châssis de Lotus Elise, et annonce une collaboration avec le constructeur automobile chinois Geely pour le développement commun de composants électriques. Après plusieurs échecs, le groupe trouve enfin une usine d'assemblage en Grande-Bretagne, au Royal Leamington Spa, à l'été 2014. Suivront la présentation du nouveau logo, et l'annonce d'un premier modèle commercial pour 2015.
En 2017, Richie Frost, directeur technique de Detroit Electric, annonce la sortie de 3 modèles électriques d'ici 2021 : une supercar (SP:01), un SUV et une berline de luxe.

### La SP:01
Présentée en détail en avril 2013, à l'occasion du salon automobile de Shanghai, la SP:01 est prévue pour représenter le premier modèle du renouveau de Detroit Electric. Basée sur le châssis d'une Lotus Elise, le roadster en fibre de verre affiche un poids de 1 125 kg pour une puissance de 210 kW et 280 N m de couple. Deux batteries ion-polymère de 37 kWh alimentent un moteur électrique asynchrone d'origine nord-américaine, cette configuration devant lui conférer un 0 à 100 km/h en 3,9 secondes et une vitesse de pointe de 250 km/h. L'autonomie moyenne permettrait de parcourir jusqu'à 288 km avec une charge. La voiture n’a jamais atteint le stade de la production en série.
Cela n’empêche pas la nouvelle compagnie d’annoncer, en 2017, qu’elle prévoit de produire trois autres modèles, une sportive en 2018, puis un SUV en 2019, et une berline en 2021.